# Adolf von Auer
Adolf von Auer (* 22. März 1831 in München; † 14. Januar 1916 ebenda) war ein deutscher Rechtsanwalt, Aufsichtsratsvorsitzender der Bayerischen Hypotheken- und Wechsel-Bank und Mitglied der bayerischen Kammer der Reichsräte.

## Leben
Auer entstammte einer angesehenen Juristen- und Beamtenfamilie, die im Jahr 1832 in den erblichen Adelsstand erhoben worden war. Er wurde als Sohn des Rechtsanwaltes Ludwig Auer geboren, studierte nach dem Gymnasialabschluss 1849 am (heutigen) Wilhelmsgymnasium München selbst Jura und ließ sich als Anwalt in München nieder. Seine Kanzlei gehörte zu den größten und angesehensten Münchner Kanzleien. Auer, der langjähriger Vorsitzender der Anwaltskammer München war, knüpfte über prominente Mandanten des altbayerischen Adels, darunter Prinz Ludwig und die Grafen von Montgelas, Lerchenfeld und Preysing, die er in Vermögens- und fideikommissrechtlichen Fragen vertrat, Kontakte in die bayerische Oberschicht, darunter auch zu Prinzregent Luitpold, zu dessen Jagdgesellschaft er gehörte und dem er als politischer und wirtschaftlicher Berater diente. 1886 heiratete er Amalie, die Witwe seines verstorbenen Freundes Maximilian von Montgelas (1837–1884) und Tochter des Reichsrates Maximilian von Seinsheim, womit er den Zugang zum bayerischen Hochadel endgültig gewonnen hatte.
Am 25. Juni 1889 wurde Auer zum Reichsrat auf Lebenszeit ernannt. Der Kammer der Reichsräte gehörte er in einer Epoche an, in der wirtschaftspolitische Fragen die Agenda dominierten. Dabei galt er als einflussreichster Vertreter einer wirtschaftsliberalen, industrie- und handelsfreundlichen Politik, die allen staatsinterventionistischen Maßnahmen ablehnend gegenüber stand. Grundlage seines Einflusses war ein weit verzweigtes Netz von Aufsichtsratsposten, die er in der bayerischen Wirtschaft bekleidete: zentral war der Vorsitz im Aufsichtsrat der Bayerischen Hypotheken- und Wechselbank, den er von 1881 bis 1914 innehatte; daneben saß er den Aufsichtsräten der Münchner Gasbeleuchtungsgesellschaft, der Münchener Rückversicherungs-Gesellschaft, der Bayerischen Notenbank und der Bayerischen Versicherungsbank vor und gehörte weiteren Aufsichtsräten an. Auer war 1892/93 Mitglied der Börsenenquetekommission des Reiches. In der Kammer der Reichsräte übte er seinen Einfluss vor allem als Mitglied des Rechts- und Finanzausschusses (1893–1911) und als Vizepräsident der Kammer (1899–1914) aus. Dass ihm das Ohr des Prinzregenten gehörte, zeigte sich bei der zentralen Rolle, die er als Berater bei der Ernennung Georg von Hertlings zum Vorsitzenden des bayerischen Ministerrates spielte.
Auer blieb bis zu seinem Tod Mitglied der Kammer der Reichsräte, hatte aber schon 1914 alle beruflichen und öffentlichen Ämter aus Alters- und Gesundheitsgründen niedergelegt.
Julius von Auer (1832–1915), bayerischer Regierungspräsident und der Landtagsabgeordnete Max von Auer (1821–1881) waren seine Brüder.

## Regierungswechsel 1912
Die Rolle Auers als Berater des Prinzregenten Luitpold bei dem für die Geschichte des politischen Systems Bayerns bedeutsamen Regierungswechsel von 1912 ist erst in der neueren Forschung erkannt worden. Nachdem es im November 1911 zu einem Konflikt zwischen Staatsregierung und Zentrumsfraktion in der Abgeordnetenkammer gekommen war, die sich durch Verkehrsminister Heinrich von Frauendorfer brüskiert fühlte und daraufhin die Beratung des Kultusetats verweigerte, wurde der Landtag durch den Prinzregenten aufgelöst und Neuwahlen auf den 5. Februar 1912 ausgeschrieben. Am Tag der Wahl trat das bisherige Ministerium Podewils, noch in Unkenntnis des Ergebnisses, zurück, allem Anschein nach in der sicheren Erwartung, wieder mit der Regierungsführung betraut zu werden. Auer gehörte zum engsten Beraterkreis Luitpolds (neben dem Chef der Geheimkanzlei Peter von Wiedenmann, dem Berliner Gesandten Hugo von Lerchenfeld und Prinz Ludwig), mit dem der Regent die möglichen Optionen noch vor der Wahl erörterte. In diesem Zusammenhang erstattete Auer am 2. Februar 1912 ein bemerkenswertes Gutachten für den Regenten: Auer stellt fest, dass eine Landtagsauflösung mit dem Ziel erfolge, durch die Wahl andere, der Regierung genehmere Mehrheiten zu erhalten; scheitere dieses Vorhaben aber, werde also die alte Zentrumsmehrheit bestätigt, so sei „der letzte Schuß schon abgeschossen“, an eine weitere Landtagsauflösung sei nicht mehr zu denken; „das bestehende Ministerium muß daher abtreten, um einem neuen Platz zu machen, dessen Anschauungen mit dem Program (so!) der Kammermajorität mehr oder weniger übereinstimmen“. Für diesen Fall empfiehlt Auer seinen Reichsratskollegen und Fraktionsvorsitzenden der Zentrumspartei im Reichstag Georg von Hertling als Ministerratsvorsitzenden, der „allerdings in seiner Partei der Einzige“ sei, der in Frage komme; sollte Hertling ablehnen, dann müsse Podewils im Amt bleiben, wofür man aber dem Zentrum die Schuld geben könne. Da das Zentrum trotz Stimmenverlusten die absolute Mandatsmehrheit in der Kammer behielt und Hertling das Angebot nicht ablehnte, wurde das neue Ministerium ganz im Sinne Auers am 12. Februar 1912 ernannt, vom neuen Ministerratsvorsitzenden ausdrücklich nicht als parlamentarisches, sondern als konstitutionelles Ministerium verstanden; gleichwohl brachte dieser Regierungswechsel seit 1869 erstmals ein Ministerium an die Macht, das in Übereinstimmung mit der Mehrheit der Kammer der Abgeordneten stand.